# Rada do Spraw Muzeów i Miejsc Pamięci Narodowej
Rada do Spraw Muzeów i Miejsc Pamięci Narodowej – organ opiniodawczo-doradczy polskiego Ministra Kultury i Dziedzictwa Narodowego, działający na mocy art. 7 ustawy o Muzeach z dnia 21 listopada 1996 r. (tekst ujednolicony po zmianach z 2012 roku). Zakres prac Rady obejmuje kwestie zarządzania, finansowania oraz polityki kulturalnej w zakresie polskiego muzealnictwa. W sposób szczególny, na mocy ustawy, opinia Rady jest wymagana przy skreśleniach obiektów z inwentarzy muzealnych oraz przy łączeniu instytucji muzealnych.
W 2017 roku nazwa Rady do Spraw Muzeów została rozszerzona o sprawy związane z Miejscami Pamięci Narodowej. Zmiana ta gwarantuje 3 miejsca w Radzie przedstawicielom takich miejsc.
Rada jest powoływana przez ministra właściwego do spraw kultury i ochrony dziedzictwa narodowego na trzyletnią kadencję. Składa się z 21 członków, przy czym 10 wskazuje minister a 11 jest wybieranych na zjeździe muzeów rejestrowanych (patrz Państwowy Rejestr Muzeów).

## Lista przewodniczących
Rada w tajnym głosowaniu wybiera ze swego grona przewodniczącego na 3-letnią kadencję.
- ? (2000–2003)
- ? (2003–2006)[2]
- ? (2006–2009)[3]
- Paweł Jaskanis[4][5] (2009–2015)
- Michał Woźniak[6] (2015–2018)
- Marek Rubnikowicz[7] (2018–2021)
- Anna Fic-Lazor (2021–2024)
- Michał Niezabitowski (2024–2027)[8]

## Aktualny skład Rady (kadencja 2024–2027)[9]
- dr Wojciech Borkowski
- Jerzy Brzozowski
- dr Piotr M. A. Cywiński
- Aneta Dalbiak
- Adriana Garbatowska
- Jan Godłowski
- Piotr Górajec
- dr Arkadiusz Jełowicki
- dr Krzysztof Karbownik
- dr Tomasz Kranz
- dr Katarzyna Mieczkowska
- Aldona Modrzewska
- dr Michał Niezabitowski – przewodniczący[10]
- Monika Raczyńska-Sędzikowska
- dr Violetta Rezler-Wasielewska
- dr hab. Agnieszka Rosales Rodriguez
- Piotr Rzeszotarski
- dr hab. Maciej Szymczyk
- dr Joanna Ślaga
- Marek Świca
- prof. dr hab. Rafał Wnuk